# Suruppak
Suruppak (Fara) a mai Tell Fara, ősi sumér város Irakban, Al-Qadisiyyah kormányzóságban.

## Fekvése
Uruktól északra fekszik

## Története
Suruppak Mezopotámia legrégebbi városai közé tartozott. A Sumér királylista - amely az özönvíz előtti városokat írta le, az ötödik helyen említi nevét.

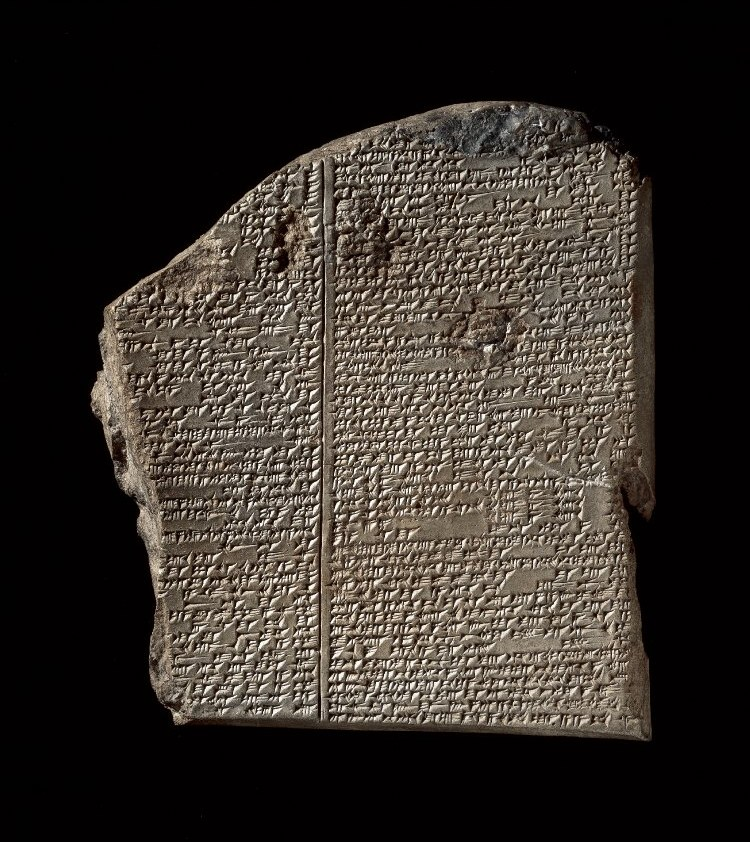
A Gilgames eposz leírása egy agyagtáblán

A Suruppak királya Ziuszudra volt a sumér vízözönmítosz hőse, aki Enki isten tanácsára bárkát épített és így megmenekült az áradatból. Később a Gilgames-eposz szerint Utnapistim élte túl hasonlóképpen a vízözönt. Utnapistim Ubar-Tutu fia volt, aki a vízözön előtt Suruppak utolsó királya volt.

## Régészet
Suruppak területén először 190-1903ban R. J. Koldewey és W. Andrae végzett ásatásokat, majd 1931-ben E. Schmidt ásatott itt.